# Worcester Country Club
De Worcester Country Club is een countryclub in de Verenigde Staten. De club werd opgericht 1900 en bevindt zich in Worcester, Massachusetts. De club beschikt over een 18-holes golfbaan, opgericht in 1913, en werd ontworpen door de golfbaanarchitect Donald Ross.

## Golftoernooien
Het eerste golftoernooi dat de club ontving was het US Open waar Willie MacFarlane won, in 1925. Twee jaar later, in 1927, ontving de club de Ryder Cup waar de Amerikaanse heren wonnen van de Britten. In 1960 ontving de club het US Women's Open waar Betsy Rawls won.
Voor het golftoernooi is de lengte van de baan 6087 m met een par van 71. De course rating is 73,4 en de slope rating is 135.
- US Open: 1925[3][2]
- Ryder Cup: 1927[3][2]
- US Senior Open: 1960[3][2]

## Trivia
- Naast een golfbaan, beschikt de club ook over een Olympisch zwembad en tennisbanen.[4]